# Галл з Гібернії

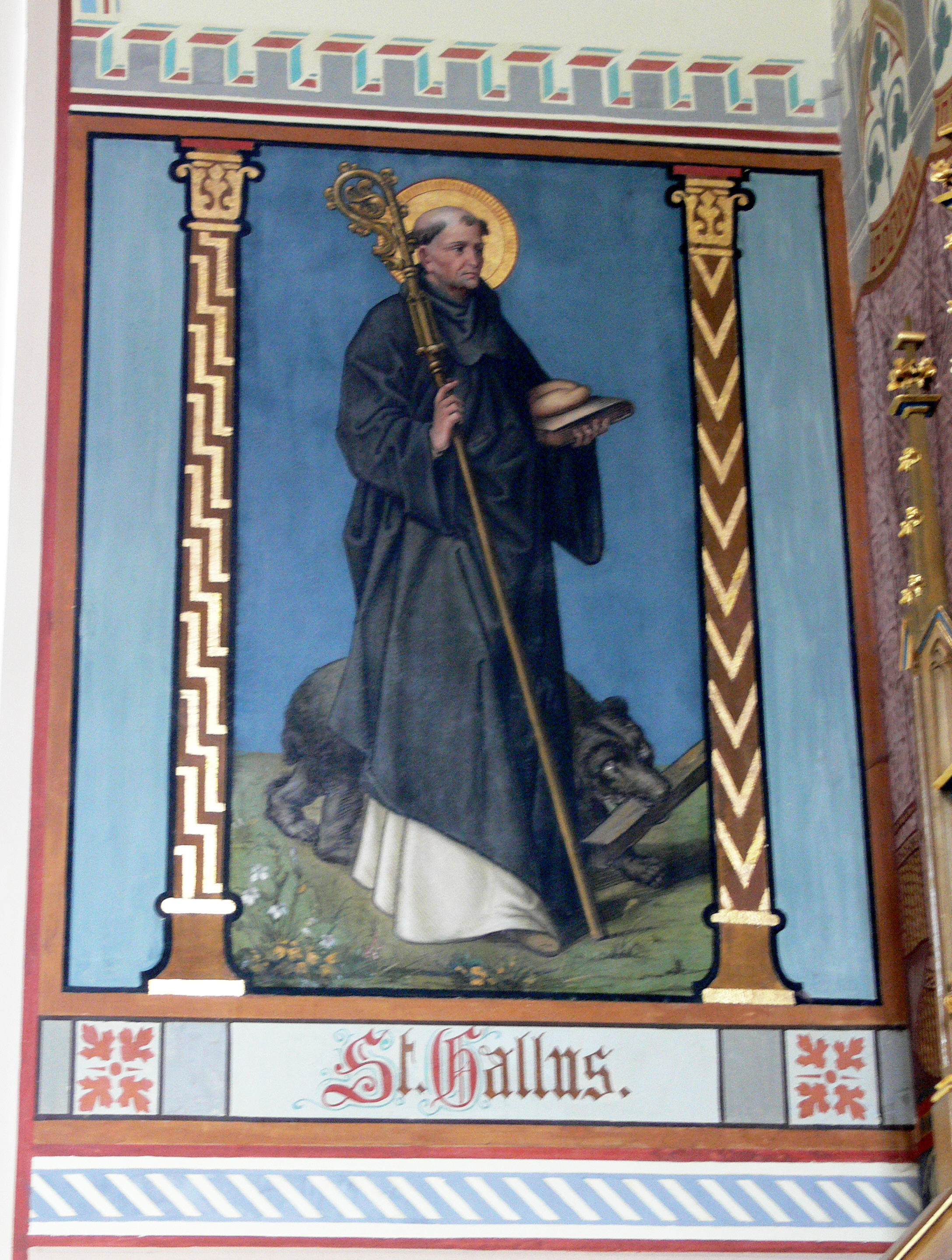
Святий Ґалл, фреска в церкві Пфаренбаха, на німецько-швейцарському пограниччі

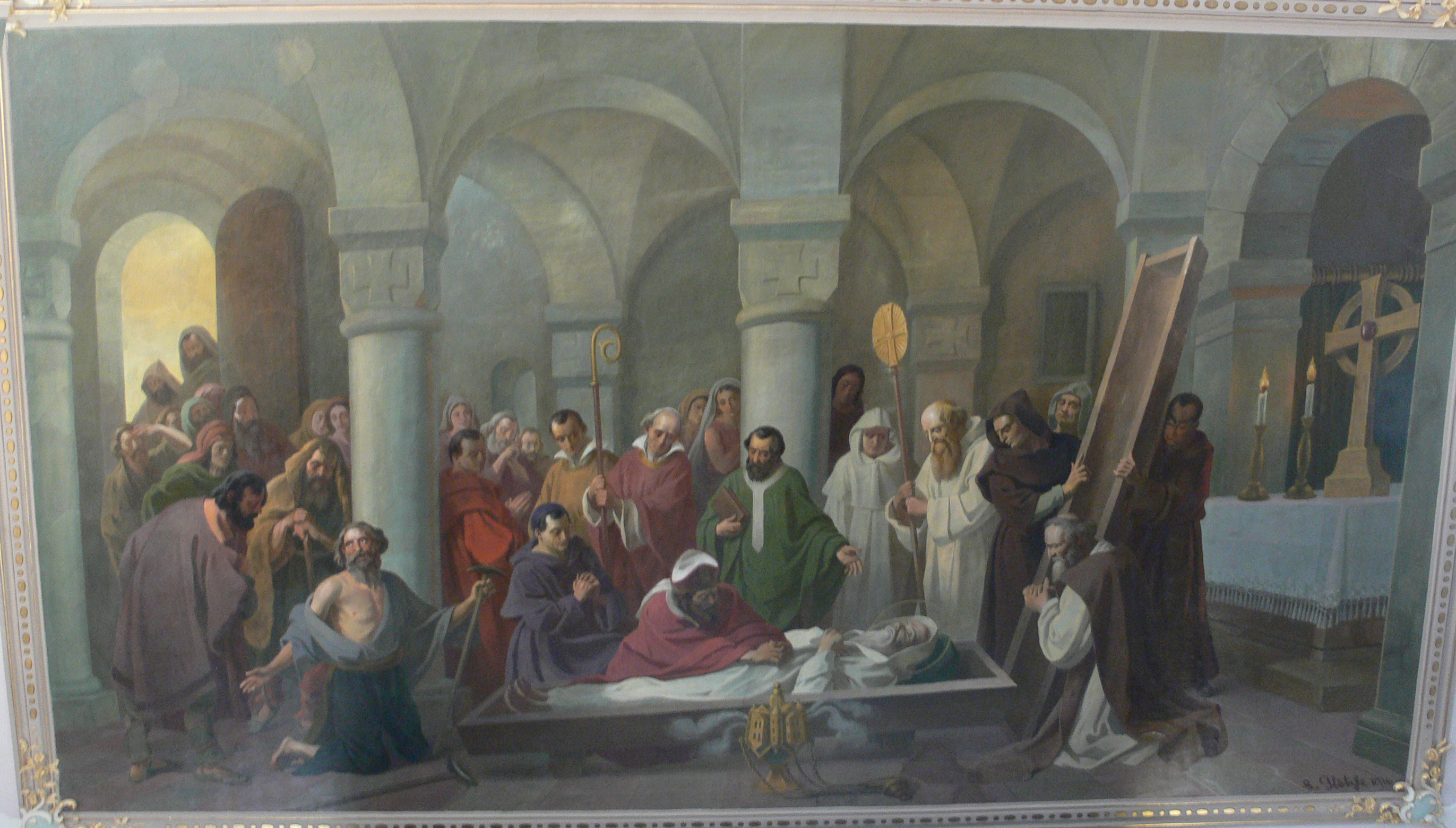
Смерть Святого Ґалла. Зображення з церкви в м. Шейдеґґ на півдні Баварії

Галл з Гібернії , відомий також як Святий Галл (лат. Gallus, 550, Ірландія — 627) — ранньосередньовічний ірландський монах і просвітник, місіонер в Західній Європі, учень Колумбана. Шанується як один з апостолів Швейцарії. На його честь названо місто і аббатство Санкт-Галлен в Швейцарії.

## Життєпис
За традицією вважається, що Галл народився в Ленстері на о.Ірландія близько 550 року.
Близько 590 року бувши ірландським монахом, Галл поміж дванадцяти інших учнів Колумбана, вирушив з Ірландії до Західної Європи проповідувати християнство на материку. Дійшовши разом до Альп проповідники розділились. Тоді, коли Колумбан перейшов через Альпи в Італію, Галл залишився у Брегенці і в 613 році збудував біля Штейнаха келію, з якої згодом утворився монастир Санкт-Галлен. Помер у 627 році. Його легендарна  біографія, написана у VIII столітті, поміщена у 2 том «Monumenta Germaniae» Пертца.
Хоча Святий Галл залишився жити серед алеманів, проте після смерті його тіло перевезли на батьківщину до Ірландії і поховали разом зі святим Колумбаном. Монастир Святого Галла (St. Gallen) залишився окрім іншого в пам'яті і письмових джерелах ще й зразковою монастирською броварнею. Ім'я святого збереглося в назвах, наприклад «Gallus Warte» у Франкфурті на шляху, по якому пройшов святий.